# Suusaari (ö i Lappland, Tornedalen)
Suusaari är en ö i Finland. Den ligger där Naamijoki rinner ut i Muonioälven och i kommunen Pello i den ekonomiska regionen  Tornedalens ekonomiska region  och landskapet Lappland, i den norra delen av landet, 800 km norr om huvudstaden Helsingfors. Öns area är 0,9 hektar och dess största längd är 180 meter i sydöst-nordvästlig riktning.